# Astelia hemichrysa
Astelia hemichrysa är en enhjärtbladig växtart som först beskrevs av Jean-Baptiste de Lamarck, och fick sitt nu gällande namn av Carl Sigismund Kunth. Astelia hemichrysa ingår i släktet Astelia och familjen Asteliaceae. Inga underarter finns listade i Catalogue of Life.

## Bildgalleri

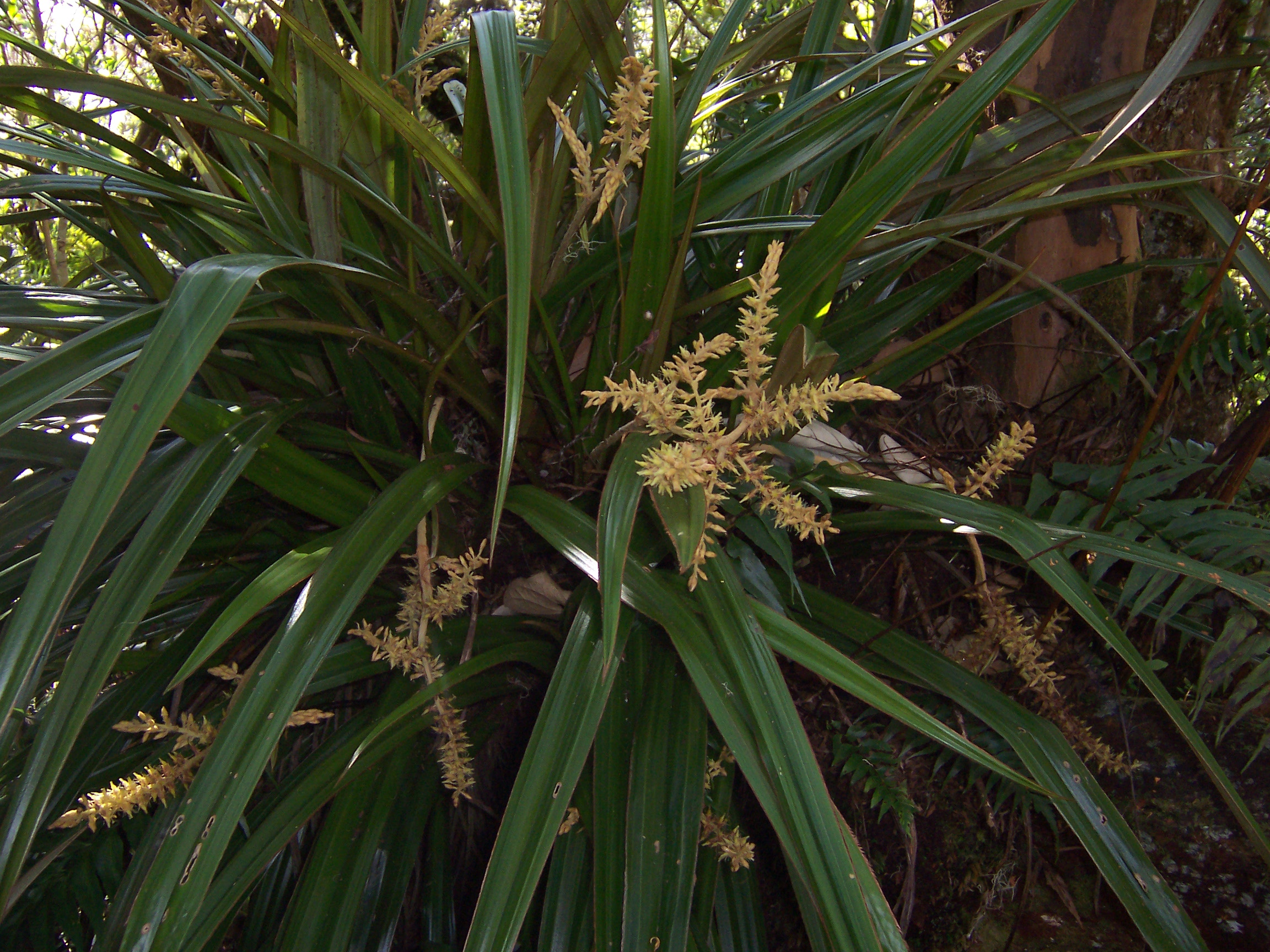